# Porta de Menin a mitjanit
Porta de Menin a mitjanit (Menin Gate at Midnight) és una pintura de William Longstaff el 1927. Mesura 137 cm d'alt per 170 cm d'ample. Es conserva a l’Australian War Memorial a Canberra. La pintura representa la porta de Menin situada a Ieper.
Longstaff va pintar l'obra després d'assistir a la inauguració del memorial de la Porta de Menin, a Ieper a Bèlgica, el 24 de juliol de 1927. El memorial va commemorar aquells homes de l'Imperi Britànic, inclosa Austràlia, que van morir a les batalles de la Primera Guerra Mundial i no tenen una tomba coneguda. Passejant pels carrers d'Ieper després de la cerimònia, es deia que Longstaff va veure una "visió d'esperits amb casc d'acer que s'aixecaven dels camps de blat de moro il·luminats per la lluna al seu voltant".